# Алиев, Дустмурод
Дустмурод Алиев (19 апреля 1950, Кабкрез, Файзабадский район, Таджикская ССР — 18 апреля 1989, там же) — таджикский певец (лирический тенор). Народный гафиз Таджикской ССР (1978).

## Биография
Дустмурод Алиев родился 19 апреля 1950 года в селе Кабкрез Файзабадский района. Окончил культурно-просветительский факультет Таджикского государственного института искусств (1974). С 1974 по 1975 год служил в Советской Армии.